# Nagari Koto Hilalang
Nagari Koto Hilalang is een bestuurslaag in het regentschap Solok van de provincie West-Sumatra, Indonesië. Nagari Koto Hilalang telt 2724 inwoners (volkstelling 2010).